# Ödön Nádas
Pour les articles homonymes, voir Nádas.
Ödön Nádas (né le 12 septembre 1891 à Budapest, mort le 9 octobre 1951) est un footballeur et entraîneur hongrois.

## Biographie

### Joueur
Il effectue une carrière timide dans des clubs modestes du championnat hongrois, tout d'abord au Budapest EAC, et effectue la deuxième partie de sa carrière au 33 FC.

### Entraîneur
Il entraîne ensuite durant 17 matchs entre 1932 et 1934 l'équipe de Hongrie de football, et est le sélectionneur de l'équipe durant la coupe du monde 1934 en Italie.